# Тит Вергіній Трікост Целіомонтан (консул 496 року до н. е.)
Тит Вергі́ній Тріко́ст Целіомонта́н (лат. Titus Virginius Tricostus Caeliomontanus; VI—V століття) — політичний, державний і військовий діяч часів ранньої Римської республіки, консул 496 року до н. е.

## Біографія
Походив з патриціанського роду Вергініїв. Про батьків, дитячі й молоді роки відомостей не збереглося.
496 року до н. е. його було обрано консулом разом з Авлом Постумієм Альбом Регілленом. Того часу йшла Перша Латинська війна. Авл Постумій очолив основні сили проти військ латинського союзу. Вирішальна битва відбулася біля Регілльського озера, де римляни завдали рішучої поразки військам міст-держав Лавініума та Тускулума. Тит Вергіній командував одним із загонів.
З того часу про подальшу долю Тита Вергінія Трікоста Целіомонтана згадок немає.